# Glenfield
A pequena Glenfield fica no centro-leste da Inglaterra, e é a capital do condado de a apenas Leicestershire, apesar de não ser uma cidade tão importante, relativamente à metrópole de Leicester (da qual pode ser considerada como subúrbio) e à Loughborough, onde se localiza uma grande universidade britânica. 
Distante apenas cinco quilômetros a noroeste de Leicester, Gleister é uma sossegada cidade rodeada de verde, e dentro dela há várias praças também. Ela fica às margens do Rio Soar, afluente do Trent, e nos arredores há uma das maiores reservas naturais da Inglaterra, a National Forest, estabelecida por um decreto de 1990. Trata-se de uma grande área florestal pelos padrões britânicos: são 520 km² de densos bosques de pinheiros, pinheiros-larícios, fraxinus, carvalhos-vermelhos, e choupos, no meio de lagos e de uma rica flora que conta inclusive com falcões, hoje bem mais difíceis de encontrar nas cidades da Inglaterra de um modo geral.  A National Forest estende-se por três condados: além de Leicestershire, passa por Staffordshire e Derbyshire.
A cidade é citada no Domesday Book, mas foi somente nos anos 20 que começou a crescer. Graças à proximidade com Leicester, há um destacado setor de transportes na região, de comércio (lojas, bares, pubs, cervejarias, restaurantes e hotéis). Glenfield possui o seu próprio jornal local, o The Glenfield Gazette. Entre os residentes notáveis que a cidade já teve, destacam-se o pintor Bryan Organ (1935-) e o jornalista e acadêmico Graham Barnfield (1969-), que já foi vocalista da banda Marmite Sisters. É uma área predominantemente residencial, com poucas fábricas, como seria de se esperar de um subúrbio típico. A população gira em torno de 10.000 habitantes.